# Trichogramma demoraesi
Trichogramma demoraesi är en stekelart som beskrevs av Nagaraja 1983. Trichogramma demoraesi ingår i släktet Trichogramma och familjen hårstrimsteklar. Inga underarter finns listade i Catalogue of Life.